# Uruguai als Jocs Olímpics d'estiu de 2016
L'Uruguai va participar en els Jocs Olímpics d'Estiu de 2016 al Rio de Janeiro (Brasil). El Comitè Olímpic Nacional de l'Uruguai va enviar 18 desportistes a la ciutat brasilera per competir en 8 disciplines esportives.
L'atleta Dolores Moreira va ser abanderat de l'Uruguai en l'cerimònia d'obertura.
Els atletes uruguaians no van obnetir cap medalla.

## Atletes
| Esport       | Homes | Dones | Total |
| ------------ | ----- | ----- | ----- |
| Atletisme    | 6     | 1     | 7     |
| Hípica       | 1     | 0     | 1     |
| Halterofília | 1     | 0     | 1     |
| Judo         | 1     | 0     | 1     |
| Natació      | 1     | 1     | 2     |
| Rem          | 1     | 0     | 1     |
| Tennis       | 1     | 0     | 1     |
| Vela         | 2     | 2     | 4     |
| Total        | 14    | 4     | 18    |

## Atletisme
Vegeu Atletisme als Jocs Olímpics d'estiu de 2016

### Pista i carretera
| Esportista        | Prova                | Eliminatòria | Eliminatòria | Semifinal        | Semifinal        | Final            | Final            |
| Esportista        | Prova                | Resultat     | Posició      | Resultat         | Posició          | Resultat         | Posició          |
| ----------------- | -------------------- | ------------ | ------------ | ---------------- | ---------------- | ---------------- | ---------------- |
| Andrés Silva      | 411 metres obstacles | 4:59.56      | 15           | 49,75            | 6                | No es classificà | No es classificà |
| Martín Cuestas    | Marató masculina     | N/D          | N/D          | N/D              | N/D              | 2:28:10          | 110              |
| Nicolás Cuestas   | Marató masculina     | N/D          | N/D          | N/D              | N/D              | 2:17:44          | 40               |
| Andrés Zamora     | Marató masculina     | N/D          | N/D          | N/D              | N/D              | 2:18:36          | 50               |
| Déborah Rodríguez | 800 metres femenís   | 2:01,86      | 6 de 6       | No es classificà | No es classificà | No es classificà | No es classificà |

### Concursos
| Esportista    | Prova            | Eliminatòria | Eliminatòria | Final    | Final   |
| Esportista    | Prova            | Resultat     | Posició      | Resultat | Posició |
| ------------- | ---------------- | ------------ | ------------ | -------- | ------- |
| Emiliano Lasa | Salt de llargada | 8,14 m       | 3Q           | 8,10     | 6       |

## Hípica
Vegeu Hípica als Jocs Olímpics d'estiu de 2016
L’Uruguai va classificar un cavaller de salt als Jocs Olímpics a causa d’un bon resultat individual obtingut als Jocs Panamericans de 2015, fent el país tornar a aquesta categoria des del 1960 a Roma.
| Esportista     | Cavall                   | Esdeveniment | Qualificació | Qualificació | Qualificació | Qualificació | Qualificació | Qualificació | Qualificació | Qualificació | Final            | Final            | Final            | Final            | Final            | Total            | Total            |
| Esportista     | Cavall                   | Esdeveniment | Ronda 1      | Ronda 1      | Ronda 2      | Ronda 2      | Ronda 2      | Ronda 3      | Ronda 3      | Ronda 3      | Ronda A          | Ronda A          | Ronda B          | Ronda B          | Ronda B          | Total            | Total            |
| Esportista     | Cavall                   | Esdeveniment | Pen.         | Pos.         | Pen.         | Tot.         | Pos.         | Pen.         | Tot.         | Pos.         | Pen.             | Pos.             | Pen.             | Tot.             | Pos.             | Penalització     | Posició          |
| -------------- | ------------------------ | ------------ | ------------ | ------------ | ------------ | ------------ | ------------ | ------------ | ------------ | ------------ | ---------------- | ---------------- | ---------------- | ---------------- | ---------------- | ---------------- | ---------------- |
| Néstor Nielsen | Príncep Reial de la Llum | Individual   | 4,00         | =31Q         | 9            | 10           | =44 Q        | 13           | 23           | 42           | No es classificà | No es classificà | No es classificà | No es classificà | No es classificà | No es classificà | No es classificà |

## Halterofília
Vegeu Halterofília als Jocs Olímpics d'estiu de 2016
| Esportista | Esdeveniment  | Arrencada | Arrencada | Dos temps | Dos temps | Total | Posició |
| Esportista | Esdeveniment  | Resultat  | Posició   | Resultat  | Posició   | Total | Posició |
| ---------- | ------------- | --------- | --------- | --------- | --------- | ----- | ------- |
| Sofía Rito | −53 kg femení | 64        | 13        | 82        | 12        | 146   | 12      |

## Judo
Vegeu Judo als Jocs Olímpics d'estiu de 2016
| Esportista       | Prova           | 1/64 de final    | Setzens de final              | Vuitens de final | Quarts de final  | Semifinals       | Repescatge       | Final/FC         | Final/FC         |
| Esportista       | Prova           | Resultat Oponent | Resultat Oponent              | Resultat Oponent | Resultat Oponent | Resultat Oponent | Resultat Oponent | Resultat Oponent | Posició          |
| ---------------- | --------------- | ---------------- | ----------------------------- | ---------------- | ---------------- | ---------------- | ---------------- | ---------------- | ---------------- |
| Pablo Aprahamian | Masculí -100 kg | —                | R. Buzacarini (BRA) D 000−100 | No es classificà | No es classificà | No es classificà | No es classificà | No es classificà | No es classificà |

## Natació
Vegeu Natació als Jocs Olímpics d'estiu de 2016
| Esportista       | Prova               | Eliminatòria | Eliminatòria | Semifinal        | Semifinal        | Final            | Final            |
| Esportista       | Prova               | Resultat     | Posició      | Resultat         | Posició          | Resultat         | Posició          |
| ---------------- | ------------------- | ------------ | ------------ | ---------------- | ---------------- | ---------------- | ---------------- |
| Martin Melconian | 100m braça masculí  | 1:02.67      | 27           | No es classificà | No es classificà | No es classificà | No es classificà |
| Inés Remersaro   | 100m lliures femení | 57.85        | 35           | No es classificà | No es classificà | No es classificà | No es classificà |

## Rem
Vegeu Rem als Jocs Olímpics d'estiu de 2016
| Esportista        | Esdeveniment       | Sèries  | Sèries  | Repesca | Repesca | Quarts de Final | Quarts de Final | Semifinals | Semifinals | Final   | Final   |
| Esportista        | Esdeveniment       | Temps   | Posició | Temps   | Posició | Temps           | Posició         | Temps      | Posició    | Temps   | Posició |
| ----------------- | ------------------ | ------- | ------- | ------- | ------- | --------------- | --------------- | ---------- | ---------- | ------- | ------- |
| Jhonatan Esquivel | Scull individual M | 7:16.08 | 3 QF    |         |         | 7:40.27         | SC/D            | 7:22.98    | 5 FC       | 7:13.65 | 18      |

## Tennis
Vegeu Tennis als Jocs Olímpics d'estiu de 2016
L'Uruguai conté amb un tennista al torneig olímpic, marcant el retorn del país a l'esport des del 1996. El atleta Pablo Cuevas (#40 del món) es va classificar directament per als individuals masculins com un dels 56 millors jugadors elegibles d'acord amb al rànquing ATP a juny de 2016.
| Esportista   | Categoria  | 1/32 de final                          | Setzens de final                  | Vuitens de final | Quarts de final  | Semifinal        | Final/FC         | Final/FC         |
| ------------ | ---------- | -------------------------------------- | --------------------------------- | ---------------- | ---------------- | ---------------- | ---------------- | ---------------- |
| Pablo Cuevas | Individual | N. Bassilaixvili (GEÒ) V 6−3, 6−7, 6−3 | T. Bellucci (BRA) D 2−6, 6−4, 3−6 | No es classificà | No es classificà | No es classificà | No es classificà | No es classificà |

## Vela
Vegeu Vela als Jocs Olímpics d'estiu de 2016
| Esportista                   | Esdeveniment   | Curses | Curses | Curses | Curses | Curses | Curses | Curses | Curses | Curses | Curses | Curses | Curses | Curses | Punts nets | Posició |
| Esportista                   | Esdeveniment   | 1      | 2      | 3      | 4      | 5      | 6      | 7      | 8      | 9      | 10     | 11     | 12     | M      | Punts nets | Posició |
| ---------------------------- | -------------- | ------ | ------ | ------ | ------ | ------ | ------ | ------ | ------ | ------ | ------ | ------ | ------ | ------ | ---------- | ------- |
| Alejandro Foglia             | Finn           | 21     | UFD    | 9      | 17     | 20     | 21     | 15     | 15     | 3      | 1      |        |        | E      | 122        | 19      |
| Dolores Moreira              | Laser Radial   | 12     | 32     | 23     | 22     | 31     | 28     | 28     | 7      | 11     | 24     |        |        | E      | 185        | 25      |
| Pablo Defazio Mariana Foglia | Nacra 17 mista | DSQ    | 15     | 17     | 17     | 17     | 17     | 11     | 18     | 15     | 16     | 17     | 19     | E      | 179        | 18      |